# Тунгурча
Тунгурча́ — река в Олёкминском и Нерюнгринском районах Якутии (Россия), правый приток Олёкмы. Длина реки составляет 169 км, площадь водосборного бассейна — 3660 км². 
Река берёт начало на юго-востоке Чугинского плоскогорья, к северу от верхнего течения реки Амедичи, на высоте более 895 м над уровнем моря. В верховьях течёт на северо-восток. Затем русло реки описывает полуокружность, протекает через озеро Кунды и устремляется на запад. После впадения Усмуна поворачивает на северо-запад. В среднем и нижнем течении образует административную границу между Олёкминским и Нерюнгринским районами Якутии. В основном протекает в межгорной долине, в устьях притоков часто образуются наледи. В нижнем течении на реке многочисленные пороги. При впадении Сыллаха ранее располагался посёлок геологов. Впадает в Олёкму в 484 км от её устья по правому берегу, ниже впадения Тунгурчакана, на высоте 288 м над уровнем моря. Ширина в нижнем течении — 57 м при глубине 1 м; скорость течения в низовьях — 1,9 м/с. 

## Основные притоки
Указаны поименованные притоки длиной 30 км и более.
| Название | Расстояние от устья | Длина | Положение |
| -------- | ------------------- | ----- | --------- |
| Нурнукал | 11                  | 40    | левый     |
| Агыкта   | 36                  | 46    | правый    |
| Сыллах   | 53                  | 69    | левый     |
| Усмун    | 89                  | 87    | правый    |

## Данные водного реестра
По данным государственного водного реестра России и геоинформационной системы водохозяйственного районирования территории РФ, подготовленной Федеральным агентством водных ресурсов:
- Бассейновый округ — Ленский
- Речной бассейн — Лена
- Речной подбассейн — Олёкма
- Водохозяйственный участок — Олекма от водомерного поста села Усть-Нюкжа до устья без реки Чара
- Код водного объекта — 18030400312117200018608